# Д.П.Б.Ч.
«Д.П.Б.Ч.» — седьмой студийный альбом белорусской рок-группы N.R.M. и первый записанный после ухода Лявона Вольского.

## Об альбоме
Со времени выхода предыдущего альбома прошло шесть лет. За это время в группе произошли серьёзные изменения. В 2011 году её покинул Лявон Вольский, один из основателей и бессменный вокалист. Остальные трое участников продолжили совместную работу, а петь в группе начал гитарист Пит Павлов.
Альбом вышел в октябре 2013 года под названием «Д.П.Б.Ч.», это сокращение от выражения «Да пабачэння» (рус. До свидания), хотя ранее была идея назвать альбом «Прамень сонца» (рус. Луч солнца). Был записан и издан своими силами за собственные деньги. Альбом очень короткий, он имеет всего восемь композиций. Помимо CD он также вышел и на виниловой пластинке, ограниченным тиражом в 100 экземпляров. Это событие стало знаменательным ещё и потому, что это первый белорусскоязычный винил в XXI веке.
Концертная программа группы с которой та выступала в 2013 году называлась «Настальгія цi параноя» (рус. Ностальгия или паранойя), это строчка из песни «Мроя мая». Эта песня, по словам Пита Павлова, была написана под влиянием тех фанатов, которые постоянно сравнивают старый и новый N.R.M. и не в пользу последнего, они говорят: «N.R.M. уже не тот». Стилизованную под народную, песню «Кузнічка» группа отправляла на национальный отбор Евровидения-2013. Тогда в отборе победила Алёна Ланская. Песня «Ты маўчыш — я маўчу» была написана в поддержку минской радиостанции «Авторадио» (не путать с «Авторадио-Россия»). Станция была закрыта в связи с несоблюдением подпункта 1.3 пункта 1 статьи 38 закона «О средствах массовой информации», «выразившемся в несоблюдении творческой концепции и распространением в эфире информации, содержащей публичные призывы к экстремистской деятельности». Ранее в 2012 году на песню «Прамень» был презентован видеоклип.

## Список композиций
| №  | Название                                          | Длительность |
| -- | ------------------------------------------------- | ------------ |
| 1. | «Мроя мая» (рус. Мечта моя)                       | 3:57         |
| 2. | «Хрусць і папалам» (рус. Хрусть и пополам)        | 2:55         |
| 3. | «Нэктар» (рус. Нектар)                            | 3:53         |
| 4. | «На далоні» (рус. На ладони)                      | 3:20         |
| 5. | «Прамень» (рус. Луч)                              | 3:54         |
| 6. | «Ты маўчыш — я маўчу» (рус. Ты молчишь — я молчу) | 4:33         |
| 7. | «Кузнічка» (рус. Кузничка)                        | 2:31         |
| 8. | «Д.П.Б.Ч.» (рус. До свидания)                     | 4:06         |

## Участники записи
- Пит Павлов — вокал, гитара
- Олег Демидович — барабаны, вокал
- Юрий Левков — бас-гитара, вокал

## Рецензии
Альбом был встречен довольно прохладно. Критики с сайта Experty.by сошлись во мнении, что это больше демозапись, чем полноценный альбом. Он может выглядеть неплохо для начинающей команды, но он совершенно не годится для профессионалов. Из позитивных моментов часть критиков отметили первый трек «Мроя мая». Сергей Будкин в статье «Всадник без головы» также выделяет только первый и последний треки, в остальном называя материал «проходным».